# Quercus hemisphaerica
Quercus hemisphaerica är en bokväxtart som beskrevs av John Bartram och Carl Ludwig von Willdenow. Quercus hemisphaerica ingår i släktet ekar, och familjen bokväxter. Inga underarter finns listade.

## Bildgalleri

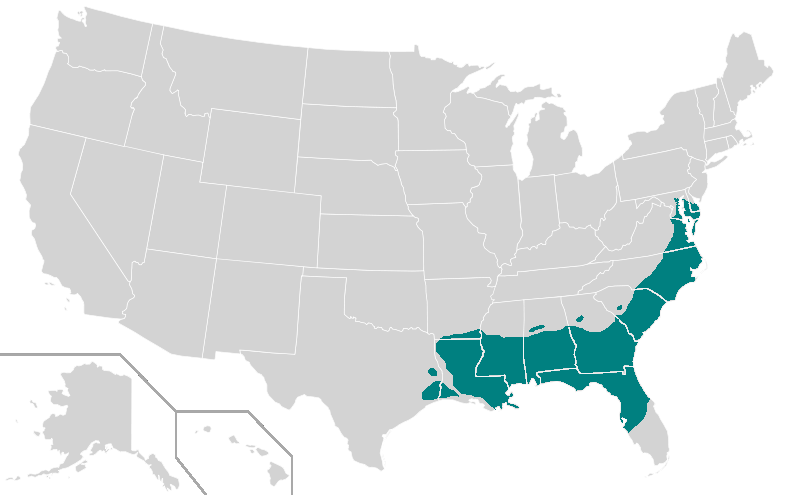